# Bradford Jamieson IV
Bradford Redder Jamieson IV, né le 18 octobre 1996, à Los Angeles, en Californie, est un joueur américain de soccer jouant au poste d'attaquant.

## Biographie
Le 20 février 2014, Bradford Jamieson IV signe son premier contrat professionnel au Galaxy de Los Angeles avec le statut de HomeGrown Player.

## Palmarès
- Avec le  Galaxy de Los Angeles :
  - Vainqueur de la Coupe MLS en 2014.